# Daniela Feijoó
Daniela Mercedes Feijoó Gálvez (Lima, 1 de enero de 1997) es una actriz peruana que ha destacado en series de televisión. Dentro de sus papeles en ellas, es más conocida por el rol estelar de Paloma López en la serie Chapa tu combi y el de Mabel Gil en la telenovela musical Luz de luna.

## Biografía

### Primeros años
Nacida en la capital Lima el 1 de enero de 1997, proveniente de una familia de clase media. 
Tras haber acabado sus estudios en el Colegio Agustiniano S.M.P, ubicado en Pueblo Libre, comienza a recibir clases de actuación en los talleres del actor Jesús Delaveaux, para luego estudiar la carrera de artes escénicas en la Pontificia Universidad Católica del Perú. Además, participó como imagen de comerciales de televisión.

### Carrera actoral
En 2015, debuta en la actuación a los 18 años participando en la serie Manual de soltería. 
Tras haber participado en diversas obras de teatro, en 2018 comienza su etapa de colaboraciones con la productora Michelle Alexander, para luego, participar en la telenovela Mi esperanza como la estudiante de secundaria Silvia Amador, y recibió la nominación de los Premios La República en la categoría de actriz revelación del año. 
Además, en 2019 protagoniza junto a Emanuel Soriano la serie Chapa tu combi, interpretando a la periodista Paloma López, quien encontraría a los culpables de la muerte de su expareja fallecida en un incendio mientras estaba trabajando en una fábrica. A fines de año, fue nominada a los Premios Luces en la categoría «Mejor actriz de televisión» junto a Fiorella Díaz, quién participó en la trama como antagonista principal. También, fue comentarista junto a Melissa Paredes y otras celebridades en la alfombra roja de los Premios Globos de Oro para la cadena E! Latinoamérica, teniendo una participación especial. 
Tras el éxito de su faceta como actriz de televisión, fue propuesta para coprotagonizar la telenovela Dos hermanas como Fiorella Berrospi en 2018, de la cual fue descartada y dos años después, se estrenó la trama, siendo reemplazada por Mayella Lloclla en el coprotagónico. Además, se sumó a la telenovela musical Luz de luna en 2021 como Mabel Gil, y debuta en el cine con la película cómica Mundo gordo en 2022 en el papel protagónico de Cynthia.
Además, en 2019 participó en el videoclip del tema musical Si tú te vas, interpretado por el cantante urbano Ravva.
En el año 2025, anunció su postulación como retadora al certamen de belleza Miss Perú en representación a la Región Ica, ocupando el Top 5 de la edición.

## Filmografía

### Cine
- Mundo gordo (2022) como Cynthia (rol protagónico).[8]
- Busco novia (2022), rol principal.[cita requerida]

### Televisión

#### Series de televisión
- Manual de soltería (2015-2017), rol principal y debut actoral.
- Mi esperanza (2018) como Silvia Amador Guerra (rol principal).
- Señores papis (2019) como Valentina Salamanca (rol principal).[11]
- Chapa tu combi (2019) como Paloma López Hernández (rol protagónico).
- Mi vida sin ti (2019) como Olenka Dávalos (rol principal).
- Dos hermanas (2020) como Fiorella Berrospi (piloto).
- Luz de luna (2021-2022) como Mabel Gil Urbina (rol antagónico reformado).[12]
- Luz de luna (2023) como Gloria Gil Urbina (rol principal).
- One Piece (2023) como Nico Robin (voz de doblaje al español latinoamericano).
- Tu nombre y el mío (2024) como Hellen (rol principal).

#### Programas de televisión
- Especial de los Premios Globos de Oro (2019) como ella misma (comentarista).

### Teatro
- Disfuncionarias (2019)
- Magia en una Lima de noche (2018)
- La cocina (2018)
- En tu vibrar mi quebranto (2017)
- Lazos (2016)

### Videoclips
- Si tú te vas (2019) interpretado por Ravva (rol de participación especial).[9]

## Nominaciones
| Año  | Premios                                     | Categoría                    | Trabajo        | Resultado | Ref.             |
| ---- | ------------------------------------------- | ---------------------------- | -------------- | --------- | ---------------- |
| 2018 | Premios La República                        | «Actriz revelación del año»  | Mi esperanza   | Nominada  | [cita requerida] |
| 2019 | Premios Luces de El Comercio                | «Mejor actriz de televisión» | Chapa tu combi | Nominada  | [ 5 ]            |
| 2023 | Sittavannavasal International Film Festival | «Mejor actriz»               | Mundo gordo    | Ganadora  | [cita requerida] |